# 김용수 (1940년)
김용수(1940년 4월 29일 ~ )는 대한민국의 정치인이다. 제43·44대 울진군수를 역임했다.

## 역대 선거 결과
|  | 51.5% |

|  | 36.11% |

|  | 71.14% |

|  | 50.38% |

|  | 44.70% |

|  | 45.30% |